# Stenotabanus mellifluus
Stenotabanus mellifluus är en tvåvingeart som först beskrevs av Joseph Charles Bequaert 1940.  Stenotabanus mellifluus ingår i släktet Stenotabanus och familjen bromsar.
Artens utbredningsområde är Kuba. Inga underarter finns listade i Catalogue of Life.